# Marek Kurzyk
Marek Kurzyk (ur. 2 grudnia 1956) – polski kontradmirał w stanie spoczynku i magister inżynier nawigator, morski oficer pokładowy okrętów rakietowych. Był dowódcą ORP „Górnik” oraz 2 dywizjonu Okrętów Rakietowych, dowódcą 3 Flotylli Okrętów 2006 oraz zastępcą Szefa Sztabu Marynarki Wojennej. W latach 2009–2011 zastępca szefa Sztabu ds. Wsparcia Dowództwa Komponentu Morskiego NATO.

## Wykształcenie
Marek Kurzyk urodził się 2 grudnia 1956 w Żyrardowie. W latach 1979–1983 studiował na Wydziale Nawigacji i Uzbrojenia Okrętowego w Wyższej Szkole Marynarki Wojennej w Gdyni, otrzymując promocję oficerską i tytuł magistra inżyniera nawigatora. Jest również absolwentem podyplomowych studiów dowódczo-sztabowych w Akademii Marynarki Wojennej w Gdyni (1996–1997) oraz podyplomowych studiów operacyjno-strategicznych w Akademii Dowodzenia Marynarki Wojennej Stanów Zjednoczonych (Naval Command College) w Newport (2002–2003).

## Służba wojskowa
Po promocji oficerskiej otrzymał przydział służbowy na korwetę rakietową ORP „Górnik”, na której był kolejno dowódcą działu II rakietowo-artyleryjskiego (1983–1987), zastępcą dowódcy okrętu (1987–1988) i dowódcą okrętu (1988–1993). Od 1993 pracował w Sztabie 2 dywizjonu Okrętów Rakietowych w Gdyni, początkowo jako starszy oficer operacyjny, a później szef Sztabu – zastępca dowódcy dywizjonu. W 1997 wyznaczono go dowódcą 2 dywizjonu Okrętów Rakietowych, a w 2000 został starszym specjalistą Oddziału Operacyjnego w Dowództwie Marynarki Wojennej w Gdyni. Od 2003 do 2004 kierował Pionem Działań Bieżących w Centrum Operacji Morskich w Gdyni. Następnie został szefem Sztabu 3 Flotylli Okrętów w Gdyni. 27 czerwca 2006 objął stanowisko dowódcy 3 Flotylli Okrętów, a w 2009 został zastępcą szefa Sztabu Marynarki Wojennej. Od 1 października 2009 do 31 sierpnia 2011 roku pełnił obowiązki na stanowisku zastępcy szefa Sztabu ds. Wsparcia Dowództwa Komponentu Morskiego NATO w Northwood. Od października 2013 roku zajmował stanowiska w Zarządzie Szkolenia - P7 Sztabu Generalnego Wojska Polskiego. Wcześniej jako zastępca szefa, a do 23 lipca 2014 jako Szef Zarządu. 31  stycznia 2016 roku przeszedł w stan spoczynku.

## Awanse
- podporucznik marynarki – 1983
- porucznik marynarki – 1986
- kapitan marynarki – 1990
- komandor podporucznik – 1995
- komandor porucznik – 1999
- komandor – 2004
- kontradmirał – 2008[7]

## Odznaczenia
- Brązowy Krzyż Zasługi – 2004[8]
- Srebrny Medal "Siły Zbrojne w Służbie Ojczyzny"
- Złoty Medal "Za Zasługi dla Obronności Kraju"